# Скрудж Макдак и деньги
«Скрудж Макдак и деньги» (англ. Scrooge McDuck and Money) — мультфильм 1967 года студии «The Walt Disney Company».

## Сюжет
К дяде Скруджу приезжают его внучатые племянники — Билли, Вилли и Дилли. Видя, что мальчики заинтересовались его огромным богатством, Скрудж в виде песен рассказывает им о таких серьёзных вещах как история и происхождение денег, об инфляции, экономике, налогах, о банках, инвестициях и финансовых рисках, как вообще разбогатеть; и в итоге забирает на хранение заработанные ребятами $1.95.

## Роли озвучивали
- Билл Томпсон — Скрудж Макдак
- музыкальный коллектив The Mellomen[англ.] — Билли, Вилли и Дилли

## Факты
- Этот мультфильм — первый, в котором появляется Скрудж Макдак как полноценный персонаж. До этого он лишь один раз эпизодически появился в телепрограмме «Клуб Микки Мауса»[1].
- Этот мультфильм — один из немногих, в котором Скруджа озвучивает не Алан Янг[1].
- Этот мультфильм — один из первых, выпущенных студией Уолта Диснея после смерти основателя корпорации.